# Shorea sumatrana
Shorea sumatrana (chai Sumatra) là một loài thực vật thuộc họ Dipterocarpaceae. Loài này có ở Sumatra và Thái Lan. Ở Indonesia, người ta gọi nó là Kayu Meranti.